# Projekt Horizon

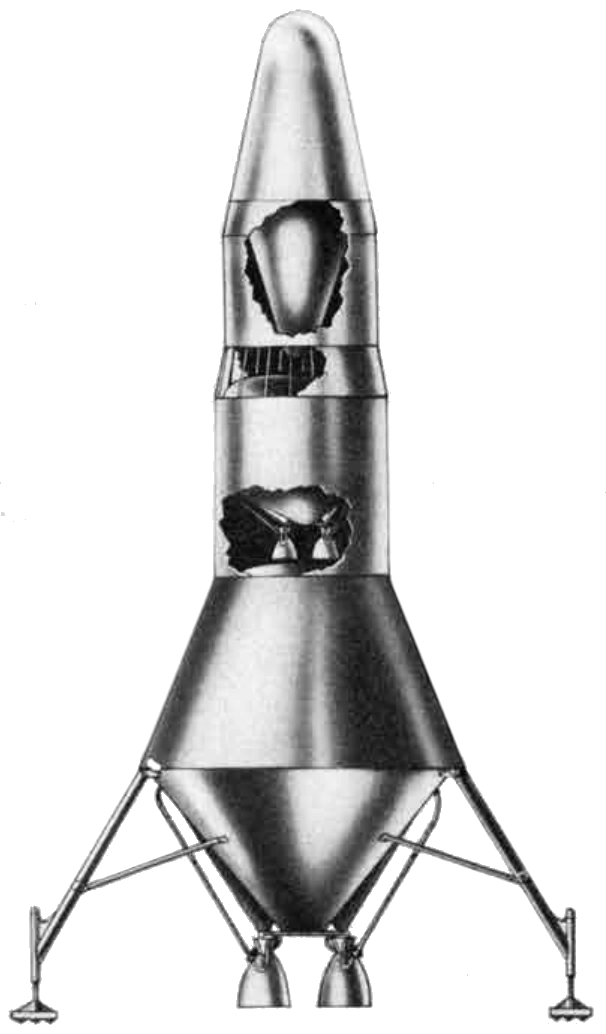
Projekt uniwersalnego lądownika księżycowego dla projektu Horyzont

Projekt Horizon (ang. Horyzont) – niezrealizowany amerykański projekt wojskowej kolonizacji Księżyca. Przygotowany w 1959 i przewidywany do wdrożenia w 1964. Po przekazaniu kontroli nad rozwojem badań kosmicznych cywilnej agencji NASA, agencja ta nie zdecydowała się na realizację założeń projektu.

## Tło projektu
W 1957 rozpoczął się tzw. wyścig kosmiczny: 4 października 1957 ZSRR umieścił na orbicie okołoziemskiej pierwszego sztucznego satelitę – Sputnik 1. 3 listopada tr. w kosmos wystrzelono Sputnik 2 z psem Łajką na pokładzie. Osiągnięcia te wywołały w USA szok i panikę. Podjęto szereg działań mających na celu jak najszybsze włączenie się w badania kosmosu i zdystansowanie osiągnięć rosyjskich.

## Projekt Horyzont

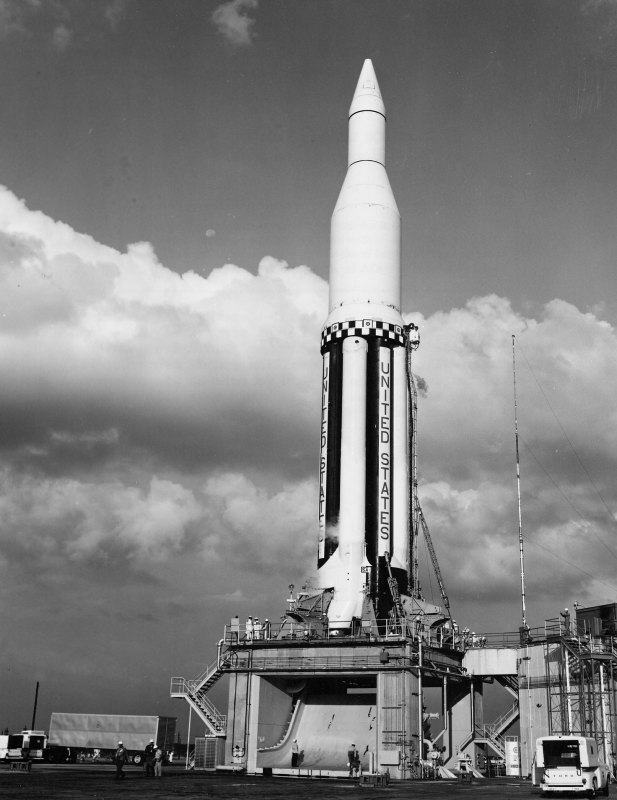
Start Saturna SA-1 w 1961

W końcu lat 50. XX w. za amerykański program kosmiczny odpowiedzialne były trzy departamenty: Armii, Marynarki Wojennej i Sił Powietrznych. Jednym z głównych ośrodków badawczych była natomiast Agencja Pocisków Balistycznych Armii (ABMA), która była pomysłodawcą projektu Horyzont. Założenia programu członkowie Agencji przedstawili wojsku 8 czerwca 1959 w raporcie pt. Project Horizon, A U.S. Army Study for the Establishment of a Lunar Military Outpost. Do głównych celów projektu należały:
- rozwój i ochrona potencjalnych interesów USA na Księżycu,
- utworzenie bazy do dalszej eksploracji ziemskiego satelity i kosmosu,
- opracowanie technik obserwacji Ziemi i przestrzeni kosmicznej z wykorzystaniem Księżyca,
- opracowanie nowych przekaźników komunikacyjnych,
- opracowanie sposobów prowadzenia operacji na powierzchni Księżyca (w tym – w razie konieczności – także militarnych)
- wspieranie badań naukowych prowadzonych w warunkach księżycowych[2].

## Założenia techniczne
Według szacunków ówczesnych specjalistów, cały projekt miał kosztować ok. 6 mld dolarów. W latach 1964–1966 zamierzano wykonać 149 lotów kosmicznych rakietami nośnymi Saturn A-1 i A-2 (61 lotów rakietami A-1 i 88 rakietami A-2), które dostarczyłyby 220 t materiałów i sprzętu. Poszczególne komponenty bazy miały być umieszczane na stacji kosmicznej na niskiej orbicie i stamtąd transportowane na Księżyc uniwersalnym pojazdem typu lądownik-pojazd powrotny.

## Lokalizacja

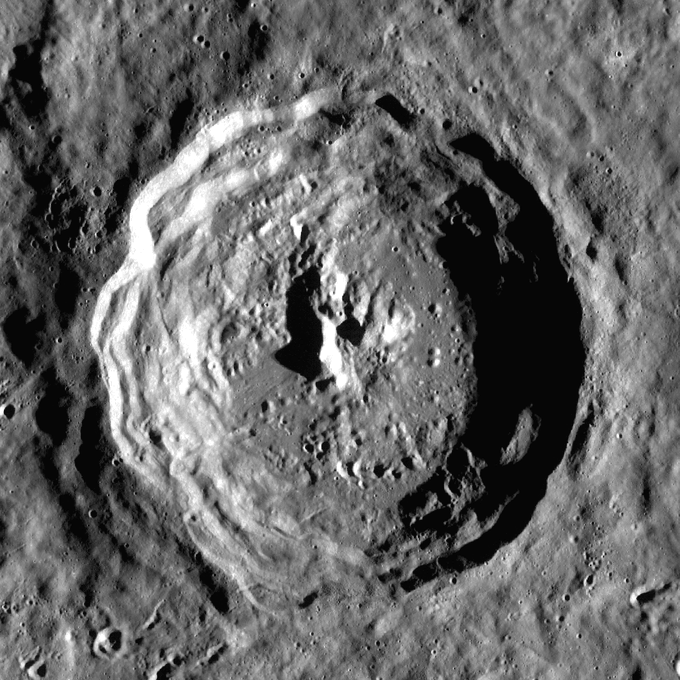
Krater Eratostenes

Ze względów technicznych, związanych głównie z wymaganiami energetycznymi uniwersalnego lądownika, który miał dostarczać materiały do budowy i utrzymania bazy, położenie kompleksu zostało ograniczone do fragmentu Księżyca pomiędzy ~20° N i ~20° W oraz ~20° S i ~20° E szerokości i długości selenograficznej. Z uwagi na wspomniane ograniczenia, na lokalizację kompleksu księżycowego wybrano wstępnie trzy miejsca:
- okolicę krateru Eratostenes, w północnej części Zatoki Upałów, na północnej półkuli
- okolicę Zatoki Centralnej, leżącej w południowej części Zatoki Upałów
- rejon zachodniego wybrzeża Morza Deszczów, na północ od gór Montes Apenninus na północnej półkuli[4].

## Projekt bazy
Początkowo miał powstać obóz konstrukcyjny: czasowe kwatery mieszkalne i urządzenia do budowy kompleksu. Obóz taki miał stanowić podłoże dla właściwych zabudowań. Sama baza księżycowa miała składać się w głównej mierze z cylindrycznych metalowych zbiorników o średnicy ok. 3 metrów (10 stóp) i długości ok. 6,1 m (20 stóp). Zasilanie miały zapewnić dwa reaktory atomowe, umieszczone w wykopanych szybach ochronnych. Baza miała być wyposażona w antenę paraboliczną do komunikacji z Ziemią. Po ukończeniu kompleksu, obóz konstrukcyjny miał zostać przekształcony w ośrodek naukowy z laboratoriami biologicznymi i fizycznymi. Na wyposażeniu miały znaleźć się też dwa pojazdy: wielofunkcyjny, wykorzystywany do podnoszenia, kopania i zgarniania oraz drugi – służący do holowania, rozpoznania i akcji ratunkowych.
W celach obronnych (przed ewentualną agresją ze strony ZSRR), bazę miano wyposażyć w system obronny złożony z odpalanych ręcznie, niekierowanych pocisków M388 oraz min lądowych M18 Claymore, zmodyfikowanych pod kątem przebijalności skafandrów kosmicznych. Stała załoga kompleksu miała się składać z 12 żołnierzy.

## Planowany rozwój realizacji projektu
- 1964: 40 lotów rakiet Saturn na niską orbitę okołoziemską
- styczeń 1965: rozpoczęcie dostaw ładunków z niskiej orbity na Księżyc
- kwiecień 1965: pierwsze załogowe lądowanie dwóch żołnierzy; rozpoczęcie I fazy budowy
- listopad 1966: obsadzenie gotowego kompleksu przez pełną grupę zadaniową złożoną z 12 żołnierzy
- grudzień 1966–1967: pierwszy rok działalności operacyjnej placówki; na ten okres zaplanowano 64 loty rakietami Saturn z dodatkowymi 120 t ładunków[6].